# Códice de San Isidro

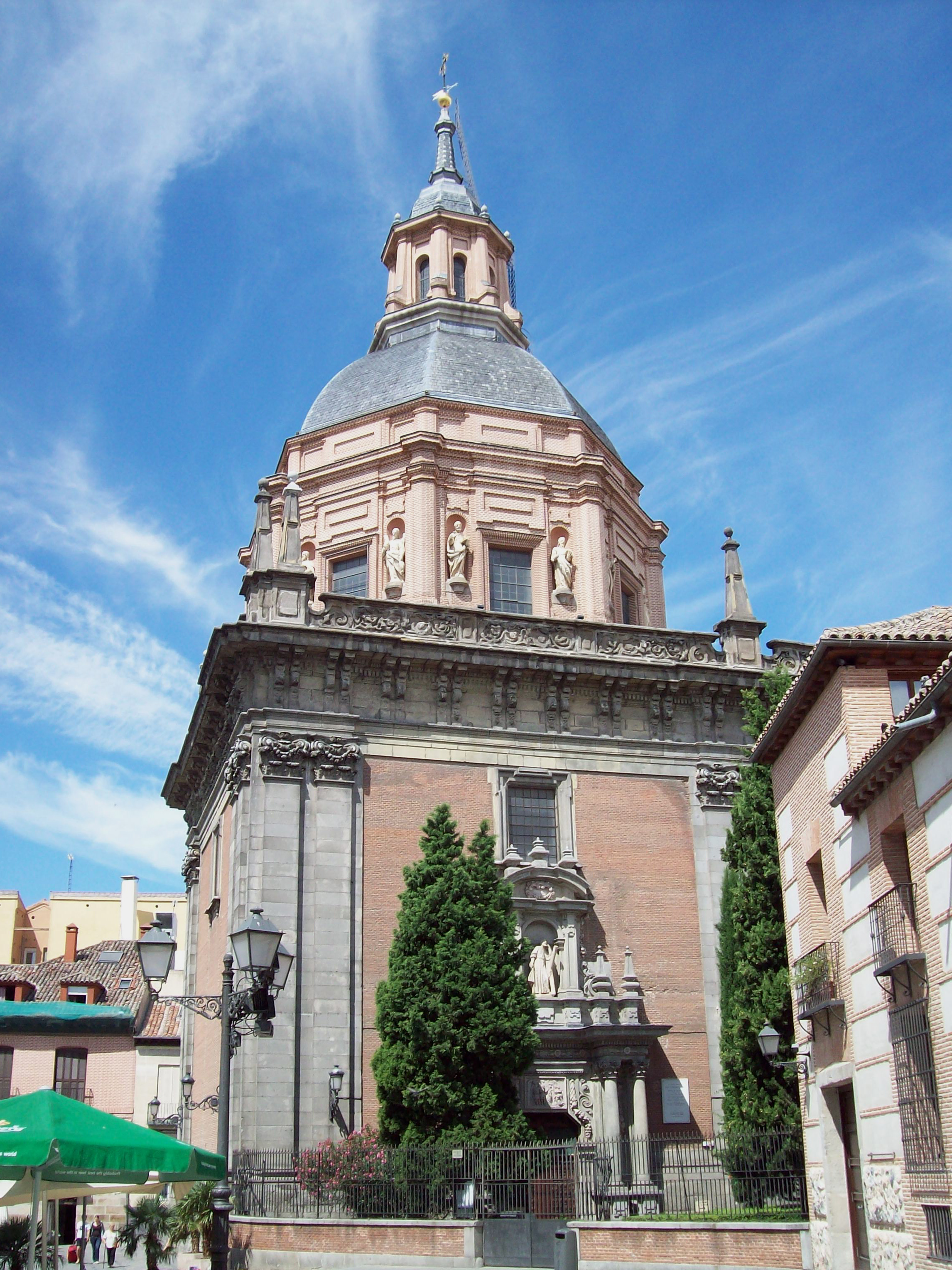
La parroquia de San Andrés, lugar donde se encontró el códice inicialmente. Es muy posible que el padre Juan fuera el diácono encargado del describir la vida del santo junto al arca mortuoria.

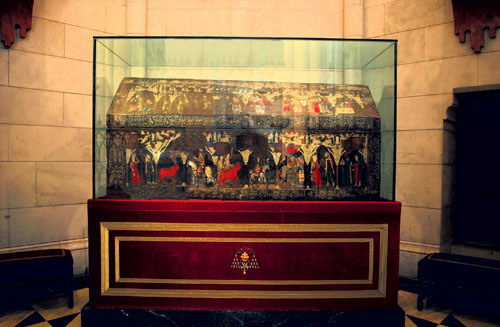
Arca mosayca posterior a la original del siglo XIII, que se encuentra desde 1989 en la girola de la Catedral de la Almudena.

El Códice de San Isidro (denominado igualmente Códice de Juan Diácono) es un códice escrito en latín medieval y descubierto en la madrileña Iglesia de San Andrés en el año 1504 cuando se realizaba un inventario de bienes eclesiásticos. El documento se acompañaba de un arca mortuoria (arca mosayca) con los restos incorruptibles de San Isidro. El documento describe algunos detalles de la vida de San Isidro así como cinco de los milagros atribuidos a Isidro Labrador, así como el enterramiento en el cementerio de San Andrés. Estos cinco milagros aparecen representados gráficamente en el arca. 
Destaca en el códice la ausencia de detalles biográficos del santo, así como detalles cronográficos de su vida (nacimiento y muerte). No se menciona el nombre de su mujer, y menos aún el de su hijo. Tampoco se menciona el nombre de su amo. Se menciona que está casado y que posee un hijo. La redacción del códice se mantiene en un tono para ser leído ante los demás. La denominación del códice como Juan Diácono se refiere al diácono que firma el documento en el siglo XIII. La importancia de este escrito reside en que todo lo que se conoce de Isidro Labrador procede en cierta forma del contenido de este documento.
Se conserva actualmente en el museo diocesano de la Catedral de la Almudena.

## Historia
El códice encontrado en el cementerio de San Andrés fue escrito durante el reinado de Alfonso X por un autor desconocido. Su tamaño es de 28 hojas que se distribuyen físicamente en tres cuadernos. Una de las primeras traducciones del códice al castellano se debe a Jaume Bleda. El estudioso de la historia de Madrid en el periodo medieval Fidel Fita, es quien llega a la conclusión que el que firma el códice como Juan Diácono, mencionando:

Yo Juan, un humilde diácono, y otros muchos, tal y como lo oimos...lo hemos contado de forma sencilla en la presente cédula.
Juan Gil de Zamora

Es autor el estudioso zamorano Juan Gil. Este erudito ha escrito una cierta cantidad de hagiografías, entre ellas la de San Isidro. En la actualidad ninguna de ellas se conserva. El estudioso del siglo XX, Nicolás Sanz Martínez es quien en 1983 niega esta versión de Fita alegando que Juan fue un diácono de la Iglesia de la Almudena en las fechas del escrito. 
El cuerpo de Isidro se encontraba momificado en el interior de un arca iluminado, razón por la que se denomina con frecuencia que estaba apergaminado, amojamado. El arca data del último tercio del siglo XIII, o de la primera mitad del siglo XIV. El arca está decorada con pinturas que representan a cuatro de los milagros descritos en el códice de San Isidro. 
Una de las traducciones al castellano, divulgada a finales del siglo XX corresponde a estudiosos de la Academia de Arte y de Historia de San Dámaso. 